# 書画カメラ

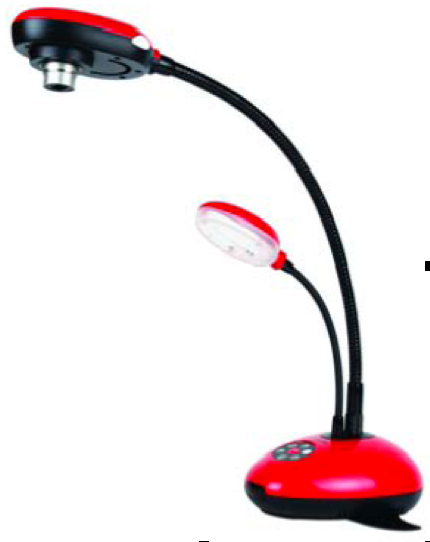
書画カメラ

書画カメラ（しょがカメラ）は、資料など主に平面の被写体をビデオカメラで撮影して映像信号に変換する装置である。主にオーバーヘッドプロジェクター（OHP）など教育やプレゼンテーションの場で利用されてきた機器を置換する目的で利用される。オーバーヘッドカメラ（overhead camera）やそれを略したOHCの名称も使われる。

## 概要
書画カメラは、有体に言えば平面状に置かれた物品をビデオカメラで撮影し、これを映像信号として出力するための装置で、そのためにビデオカメラを固定するアームを備えている。また、被写体に満遍なく光を当てて影を消し撮影しやすくするための照明を備えている。日本ではシェア率40％をエルモ社が、25％をアバー・インフォメーション社が占める。世界ではシェア率30％のアバー・インフォメーション社がトップシェアを誇るこの機器だが、教育やプレゼンテーションなど資料をプロジェクタ（ビデオプロジェクタ）からスクリーンに、あるいは大画面のビデオモニター（ないしビデオ出力に接続されたテレビ受像機）に大写しにするために利用される。
また、モニターなどに接続せずに単体で被写体を大画面表示できる書画カメラ内蔵型プロジェクタが日本アビオニクスより販売されている。
OHPと異なり、いったん電気信号とするため出力先に関して柔軟性が高く、教育現場などでは学習者それぞれの席に設けたディスプレイに、書画カメラで写した教員の手元の資料を映すといった使い方もされている。学習者のディスプレイ上では教科書や手書きの文字をはっきりと読むことが出来る。教員はチョークで黒板に書く代わりに鉛筆で書き込んだりする。またTV会議における入力機器としても用いられ、複数地点で同じ資料などを見るのに使われる。
この機器は1990年代を通して普及を見せたが、それ以前より同種の目的で利用されてきたOHPを完全に置き換えるには至っていない。OHPが光源とレンズとスクリーンという単純な機械的機構で光を透過する資料を大写しできるところを、電子機器に類されるこの装置では、はるかに複雑な機構によって実現しているためである。ただ、OHPでは光を透過する原稿しか投射できず、エピスコープでは強力な光源を使ってなお暗い映像しか得られなかった面があるが、書画カメラでは使用される原稿は限定されず、ビデオカメラのピントさえ合わせられればシート状原稿のみならずその他様々な物品が利用可能である。なおOHP原稿に対応するため、トレス台のように原稿台の裏から照明するための光源が内蔵されている機種もある。
2000年代では普及したパーソナルコンピュータに対応、コンピュータディスプレイにそのまま接続できる端子を備えたり、イメージスキャナの機能を備えて、撮影した画像をコンピュータ用のデータとしてそのまま利用できる複合機的な多機能化製品も見られる。

## 概要（Wikipedia英語版「Document camera」の翻訳）
イメージプレゼンター、ビジュアルプレゼンター、デジタル・ビジュアライザー(イギリスでは“ビジュアライザー”と呼ぶ)、デジタルオーバーヘッド、ドキュカム等の名前で呼ばれる書画カメラは、多数の聴衆に物体を表示するためのリアルタイムの画像キャプチャ装置である。エピスコープ（反射式投影機）のように、書画カメラは、立体的な物体やOHP（オーバーヘッドプロジェクタ）シートを拡大して映し出すことができる。
書画カメラは、アームに取り付けて被写体上に置くことを容易にした一種の高解像度カメラであり、発表者・講師が紙に書くもの、あるいは平面ないしは立体物を拡大して聴衆に表示する為に使用する。基本的に、書画カメラはあらゆる物体を表示することができる。 ほとんどの被写体は書画カメラの下に置き、カメラで画像を撮り込み、プロジェクタまたはディスプレイ装置を用いてライブ画像を表示するが、様々なタイプの書画カメラがあって、被写体の置き方にも色々な方法がある。 例えば、大きな被写体の場合は書画カメラの前方に置いて、カメラの方を必要に応じて回転させることも出来、また、天井に取付けた書画カメラならば、もっと広い作業範囲を撮影することが可能である。
書画カメラの主な用途は下記を含む:
- 学校・大学等の授業
- トレーニング
- 会議・セミナー
- ＴＶ会議及びテレプレゼンス
- 法廷（証拠物品の提示）
- 医療 (遠隔医療、遠隔病理診断、X線フィルムの表示など)

書画カメラは上記の用途に以前使用されていたオーバーヘッドプロジェクタに取って代わった。 書画カメラは、ズーム機能によって本の小さな部分を大きく拡大したり、印刷物のページをオーバーヘッドプロジェクタ・シートと同様に投影することができる。 また、部屋の照明を暗くする必要は無いため、教室で使う場合に便利である。。更に、ほとんどの書画カメラはUSB延長ケーブルを通してビデオ信号をコンピュータに送ることができる。 また、書画カメラは普通のスクリーンの代わりに、インタラクティブなホワイトボード・（電子黒板；パナボード、クオモボード、スマートボード等の製品)に接続して使用される場合もある。
ポータブル型の書画カメラではフレキシブルなアームを採用して使いやすさを向上させているものが多い。 ハイデフィニション（高精細度）画像表示ができるハイデフィニション・書画カメラの場合はHDMI出力ポートを有する。また、顕微鏡と共に使用できるように、ほとんどの書画カメラはアクセサリーを用意している。 
Futuresource Consulting社の最近の市場調査によれば、イギリスでは2008年に1万1千台を上回る書画カメラが販売され、2009年には1万7千台以上が販売された。 市場規模は2009年が1200万ポンドで、2010年には53%増加して1800万ポンドになると予想される。 現在、イギリスの学校の教室の30に1つの割合で書画カメラが装備されているが、2010年までに10に1の割合まで増加すると予想される。
2008年現在、最も安価な書画カメラは1024×768画素のXGA解像度で画像を撮影し、SXGA解像度を有する書画カメラは、XGA解像度より66%多い1280×1024画素を有する 解像度が高い画像は、より多くの(より細かい)画素を有し、詳細を更に鮮明に表示できる。 UXGAはハイデフィニション規格であり、1920×1080画素に相当する。

## 歴史

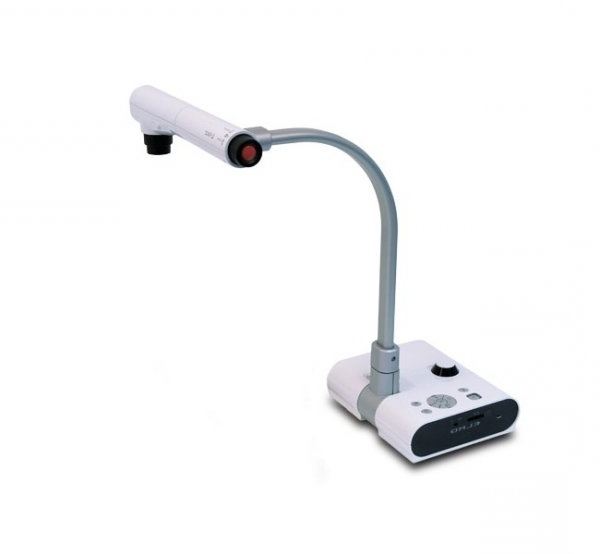
書画カメラの例 (2010年)

オーバーヘッドプロジェクタを用いたプレゼンテーションにつきものの事前の準備を必要とせず、手元のドキュメントや図面、物体そのものを直接投影出来る機能を求める需要が高まり、これに呼応して書画カメラは開発された。
コンピュータ、プロジェクタ、およびマイクロソフトPowerpointなどの人気のプレゼンテーションソフトウェアが会議室で広く使われるようになって、オーバーヘッドプロジェクタの使用頻度は低下したが、書画カメラは、プレゼンテーションの間、ドキュメント、本またはスライドを必要に応じて簡単に表示することが出来る便利でフレキシブルなツールとして使われ続けている。
初期の製品のほとんどはコピースタンド上に簡単なビデオカメラを搭載しただけのものであった。 これら初期の製品は、暗い部屋での使用と均一な画質の映像が可能なように照明器具を備えていた。 初期の書画カメラ開発上の鍵はビデオカメラの技術であったが、他の産業における技術的進歩からも大きな影響をたびたび得ている。 写真機材で使用される技術はその良い例であり、高品質のプレゼンテーション・ツールとしての書画カメラの開発に大いに貢献した。
1990年代の終わりに、プログレッシブ・スキャンカメラが開発され、 今日ではほとんどのビデオカメラに使われている。これにより、書画カメラにおける初期の技術上の壁は事実上克服されたと言える。 市場に出回る書画カメラの多くは少なくとも20fps（1秒当たりのフレーム数）の出力が出来、ハイエンド機種では30fpsが可能で、様々な解像度とアスペクト比で画像を提供することができる。

## テクノロジー
書画カメラの設計と仕様には幾つかの異なる技術が組み合わされるが、画像の品質は次に挙げる主要な構成部品によって決まる： 光学レンズ、カメラ、照明システム、ファームウェア(ソフトウェア）を搭載したマザーボード（電子回路基板）。そして、製品は個々のメーカーが異なる設計で製造する。 今日、ハイデフィニション（高精細度）書画カメラにはHDMI出力が内蔵されていて、オーディオ/ビデオ録音と再生が可能であり、なかには高速Wi-Fiを使用してケーブル配線が不要な製品もある。

## 光学レンズ
レンズは画質に直結する最も重要な構成要素の1つであるため、製品のコスト計画が光学部品の品質の鍵を握っている。シンプル或いは高度な光学システムのどちらを使うかによって、品質とサイズの両方で大きな違いがある。 絞り（アイリス又は開口）は光学システムのもう一つの重要な要素で、レンズを通ってイメージセンサ（撮像素子）上に到達する光量を制御する。 レンズは、被写体の画像をイメージセンサ上に結ぶための精確な一点に焦点を合わせるが、ピント位置の前と後ろにも人の目にピントが合っていると知覚される領域があり、これは被写界深度と呼ばれて、アイリス又は開口部のサイズに依存している。（開口部が小さければ小さいほど、被写界深度は向上する。）

## カメラ
プログレッシブスキャンカメラはCCDイメージセンサかCMOSイメージセンサのどちらかを使用する。インターレース走査カメラが一本おきに飛び飛びの走査線を使用するのに対して、プログレッシブスキャンカメラは同時に全ての走査線をキャプチャするので、プログレッシブスキャンカメラは一般的にインターレース走査カメラと比較して遙かに高い解像度を得ることができる。
基本的に、イメージセンサではモノクローム（単色）の画像しか得られないので、単板式カメラ（イメージセンサが一個のカメラ）ではカラーフィルタを各ピクセル（画素）の上に置いて色情報を得るが、赤、緑、青のフィルタが一定のパターンに配置されたいわゆるBayerフィルタの使用が一般的である。 このフィルタでは、緑の画素数は青と赤の画素数の２倍に配置されており、人間の目の高い感度と解像度が再現される。 そして異なったアルゴリズムを使用して欠けている色情報を補完しカラー画像を生成する。
カラー画像を作り出す別の方法として3CCDカメラモジュールがある。 この場合、プリズムを用いて白色光を赤、緑、青の成分に分けるのに使用し、次に、別々のセンサを各色ごとに用いる。 この複雑なカメラ技術は3板式カメラで使用され、非常に高い解像度で素晴らしい色再現を可能にする。
書画カメラで使用される最近のカメラシステムでは、毎秒30フレームで高解像度のカラー画像を提供する。 3板式カメラでは、測定解像度は1500ライン（走査線数）に達し、4:3、16:9、および16:10の一般的なディスプレイの画面アスペクト比に合うように画像を適合させることができる。			

## 照明システム
照明システムは書画カメラに不可欠であり、良い色再現を確実にするためには画像キャプチャ領域をできるだけムラなく照らす必要がある。 書画カメラ自体の照明が強力であればあるほど、周囲の照明条件に影響を受けないばかりか、より小さいレンズ開口部の使用が可能となるので、その結果、被写界深度が大幅に向上する。 また、光源の品質も高ければ高いほど、イメージセンサに達する光がより多くなり、画像ノイズが減り画質が向上する。
書画カメラの中には照明システムに追加の機能が内蔵されているものがある。 例えば、レンズがズームすると連動して照明エリアを調節し、撮影エリアの大きさと位置を常にユーザに明示するライトフィールドやレーザーマーカなど。

## マザーボードとファームウェア
マザーボードは画像処理で重要な役割を果たし、画像の品質を大きく左右する。 向上を続ける書画カメラの解像度と高いリフレッシュレートがリアルタイムで処理しなければならない多量のデータを生み出す。
書画カメラにはさまざまな自動化システムが内蔵されており、ユーザーの操作をできるだけ簡単にするように設計されている。 例えば、新しい被写体が示されると自動的に焦点設定を調整する自動追尾フォーカスや、オートアイリス、自動露出、オートホワイトバランス、オートゲインコントロールなどがある。
書画カメラには、情報を聴衆に示すために画像ディスプレイ装置が必要であるが、多様な使用方法を想定して、最近のマザーボードには、さまざまな接続ポートが用意されている。 HDMI、DVI、VGA、ディスプレイに接続するビデオポート、更に、プロジェクタ、モニター、およびTV会議システムに加えて、コンピュータやインタラクティブ・ホワイトボード（電子黒板）ヘ接続するためのインタフェースが用意されている。 これらのインタフェースは、通常はUSB、Network (LAN) とシリアルポート (RS-232) である。
さらに、外部のPCやラップトップは書画カメラに簡単に接続できるので、PowerPointプレゼンテーションとライブデモンストレーションの間の切り換えは容易である。 外部記憶装置を操作し、直接USBフラッシュドライブからファイルを読み出すか、またはプレゼンテーションの間、USBにスナップショットを保存できる書画カメラもある。
また、定期的なファームウェアアップグレードを提供し、新機能が開発されるとユーザがこれを搭載して利用できるようにしている書画カメラメーカーがある。

## 書画カメラの種類
書画カメラには多くのタイプがあるが、一般的に3つのグループに分割できる。 ポータブル型、より大きいデスクトップ型、更にもう一つのグループが講堂の演壇の上に設置する天井取付け型カメラである。

### ポータブル型及びデスクトップ型
ポータブル型及びデスクトップ型の場合はオーバーヘッドプロジェクタと同様の使い方が出来るので、オーバーヘッドプロジェクタから書画カメラへの変更は簡単であり、多くのユーザにとっては表示できる被写体の種類が多様になることが利点である。 このタイプの機種はポータブルなものが多く、特別な事前インストールを必要とせずに多くの場所で使用できる。

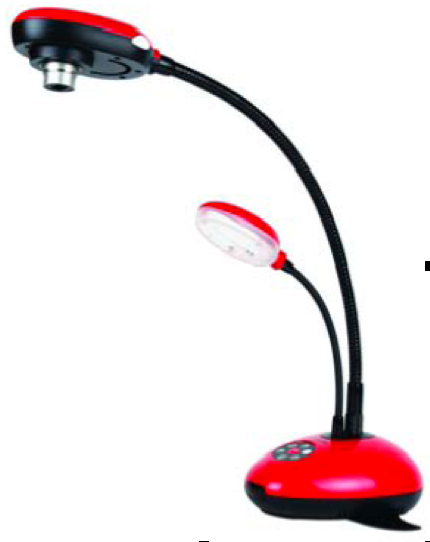
Lumens High Resolution Ladibug Document Camera
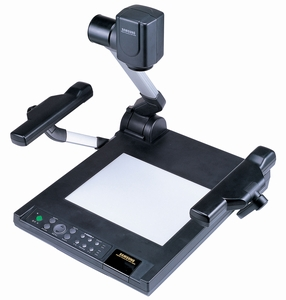
Samsung Document Camera
- IPEVO P2V
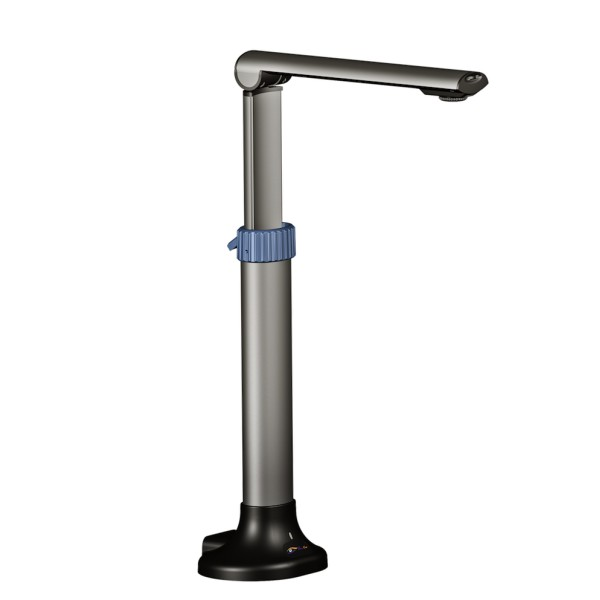
HoverCam T3

### 天井取付け型書画カメラ
天井に取付けるタイプの書画カメラは、従来のデスクトップ型から派生したものであり、はるかに大きい被写体を表示できる。カメラは天井に目立たずに設置されるので、卓上に発表者と聴衆の視界を遮るものは何も無い。 天井取付け型書画カメラは、テレプレゼンスシステム(最高級TV会議システム)をサポートするのに多く使用され、TV会議の全ての参加者がまるで同じ部屋に一緒に座っているような錯覚を与えるほどである。

## 教育現場での使用例
今日、書画カメラはほとんどの教室で使われている。古いオーバーヘッドプロジェクタの高価な代替品かと思われた機械が、実際には、いま勉強している物事を学生にそのままズバリ見せることが出来る非常に貴重なツールであると理解されるようになっている。 書画カメラを使って実に多くの事が教室でできることを多くの先生が感激して語り合っている。
講師が学生たちに見せている情報を全ての学生が、より身近に実感できる。 書画カメラを使えば、先生が見せている科学実験を良く見える場所を獲得するために押し合いへし合いする日々は終わりを告げる。 更に、書画カメラはすばらしい教室管理ツールでもある。 例えば、先生は、クラスがグループ作業や自習をしている間、書画カメラを使ってストップウォッチを大きく表示でき、英語を学ぶ学生たちの理解するのを助けるためにイラストを表示できる。 書画カメラは見せたい物を全ての学生に同時に見せることが出来るので、講師が教室をゆっくり歩いて見せて回る必要は無くなる。
書画カメラはスキャナとプロジェクタ、コンピュータ、および他の多くのAV機器と互換性がある。 「エコ」な学校を実現しようと努力する際、書画カメラは素晴らしいツールであり、OHPシートの使用は不要になり、印刷物を配布することなく情報を配布することができる。
教室・講義室での使用を考え、書画カメラは扱い易く作られている。 次に列挙する用途は学年に応じて調整可能である。
- デモンストレーション。 課題への取り組み方法を示す。
- 数学の例題を示す、幾何学の図形例をカラーの立体物で見せる、グループでの幾何学ゲームなど。
- 学生の答案への即時のフィードバック
- 授業目的に応じてフリーズ・フレーム（画面をフリーズ・停止）を用いる。 ワークシートをフリーズして答えを書き込み、フリーズを解除して解答を見せる。
- 被写体の細部をクローズアップする。
- 教科書の特定の言葉を指摘する際に、テキストをズームで拡大し、全員で読む。
- 便箋 テンプレートをホワイトボード（電子黒板）に映写し、生徒が映写された線に沿って文字を書く。
- 楽譜の五線譜をホワイトボード（電子黒板）に映写し、生徒が音符をボードに記入する。
- 活用事例　https://www.youtube.com/user/elmoglobaljapan?feature=results_main